# むらくも型巡視艇 (初代)
むらくも型巡視艇（むらくもがたじゅんしてい、英語: Murakumo-class patrol craft）は、海上保安庁の港内艇（1957年に巡視艇に呼称変更）の船級。区分上はPC型、公称船型は23メートル型。なお1番船はのちに昭和天皇の御召船として改造されたことから、2番船をネームシップとしてまきぐも型と称することもある。

## 設計
船体設計は、同年度計画で建造された「しののめ」と同型で、没水部船型はV型、外板は二重張り、肋骨は三材の積層材である。一方、主機関は大幅に強化されており、海保船艇として初のV型エンジンとして、M12FHS17（単機出力700馬力）が搭載された。これにより、速力は22.5ノットに引き上げられた。また昭和29年度計画艇では、船体深さを大きくして機関区画を拡大したことから、特にあさぐも型と称されることもある。
従来の海上保安庁では、固定武装の搭載は巡視船に限られており、巡視艇はいずれも非武装であった。しかし1964年5月30日、対馬周辺の領海に国籍不明の高速武装船が現れ、立入検査を行おうとした海上保安官を妨害して逃走するという事件が発生した。これを受けて、閣議了解に基づき、本型の一部を含めた国境警備に当たる高速巡視艇を対象として、兵装として13mm単装機銃（ブローニングM2重機関銃）が搭載されることとなった。なおこの13mm単装機銃は、在日米軍からの供与品であった。

## 同型船一覧
なお1番船「むらくも」は、1956年6月から7月にかけて、昭和天皇の御召船として海洋生物採集を兼務できるよう、上部構造を一新して研究室を設け、船尾に採集設備を配置、トロール用の小主機を搭載してCODOD方式にするなどの改修を受けており、船名も「はたぐも」と変更された。。
| 計画年度   | #     | 船名               | 建造       | 竣工          | 解役           |
| ---------- | ----- | ------------------ | ---------- | ------------- | -------------- |
| 昭和28年度 | PC-31 | むらくも→ はたぐも | 墨田川造船 | 1954年9月20日 | 1976年3月1日   |
| 昭和28年度 | PC-32 | まきぐも           | 東造船所   | 1954年9月20日 | 1976年2月3日   |
| 昭和28年度 | PC-33 | やえぐも           | 墨田川造船 | 1954年10月5日 | 1976年11月11日 |
| 昭和29年度 | PC-34 | あさぐも           | 墨田川造船 | 1955年3月18日 | 1977年12月5日  |
| 昭和29年度 | PC-35 | なつぐも           | 墨田川造船 | 1955年3月29日 | 1978年3月3日   |
| 昭和29年度 | PC-36 | たつぐも           | 墨田川造船 | 1955年5月31日 | 1975年6月2日   |